# Vladimir Semenets
Vladimir Semenets (Volsk, 9 januari 1950) is een Sovjet-Russisch wielrenner.
Semenets werd in 1972 samen met Igor Zjelovalnikov olympisch kampioen op het tandem. Semenets won met verschillende partner op de wereldkampioenschappen vier medailles.

## Resultaten
| Jaar | WK     | Olympische Zomerspelen |
| ---- | ------ | ---------------------- |
| 1972 |        | tandem                 |
| 1973 | tandem |                        |
| 1974 | tandem |                        |
| 1975 |        |                        |
| 1976 | tandem |                        |
| 1977 | tandem |                        |

1908: André Auffray & Maurice Schilles ·
1920: Thomas Lance & Harry Ryan ·
1924: Jean Cugnot & Lucien Choury ·
1928: Daan van Dijk & Bernard Leene ·
1932: Louis Chaillot & Maurice Perrin ·
1936: Carl Lorenz & Ernst Ihbe ·
1948: Renato Perona & Ferdinando Terruzzi ·
1952: Russell Mockridge & Lionel Cox ·
1956: Anthony Marchant & Ian Browne ·
1960: Giuseppe Beghetto & Sergio Bianchetto ·
1964: Sergio Bianchetto & Angelo Damiano ·
1968: Pierre Trentin & Daniel Morelon ·
1972: Igor Zjelovalnikov & Vladimir Semenets